# صموئيل ديفيز
صموئيل ديفيز (بالإنجليزية: Samuel Davies)‏ هو كاتب ترانيم وشاعر أمريكي، ولد في 3 نوفمبر 1723 في مقاطعة نيو كاسل في الولايات المتحدة، وتوفي في 4 فبراير 1761 في برينستون في الولايات المتحدة بسبب ذات الرئة.

## وصلات خارجية
- صموئيل ديفيز على موقع الموسوعة البريطانية (الإنجليزية)